# پیتر خرگوشه
پیتر خرگوشه (به انگلیسی: Peter Rabbit) یک شخصیت خیالی حیوانی در داستان‌های مختلف کودکان توسط نویسنده انگلیسی بئاتریکس پاتر است. یک خرگوش جوان شیطون و ماجراجو که ژاکت آبی می‌پوشد، برای اولین بار در سال 1902 در داستان پیتر خرگوش ظاهر شد و پس از آن در پنج کتاب دیگر بین سال‌های 1904 و 1912 ظاهر شد. شش کتاب پاتر با حضور پیتر رابیت بیش از 150 کتاب فروخته است میلیون نسخه کالاهای اسپین آف شامل ظروف، کاغذ دیواری، کتاب‌های نقاشی، بازی‌های رومیزی و عروسک‌ها می‌شود. در سال 1903، پیتر خرگوشه اولین شخصیت تخیلی بود که به عنوان یک اسباب‌بازی پتنت شده ساخته شد و او را به قدیمی‌ترین امتیاز برند تبدیل کرد.
پیتر خرگوشه به عنوان یک شخصیت در چندین اقتباس ظاهر می‌شود، از جمله مجموعه تلویزیونی دنیای پیتر خرگوشه و دوستان (۱۹۹۲–۱۹۹۸) و پیتر خرگوشه (۲۰۱۲–۲۰۱۶)، و فیلم‌های اکشن/انیمیشن پیتر خرگوشه (۲۰۱۸) و پیتر خرگوش ۲: فراری (۲۰۲۱).

## کتاب‌ها

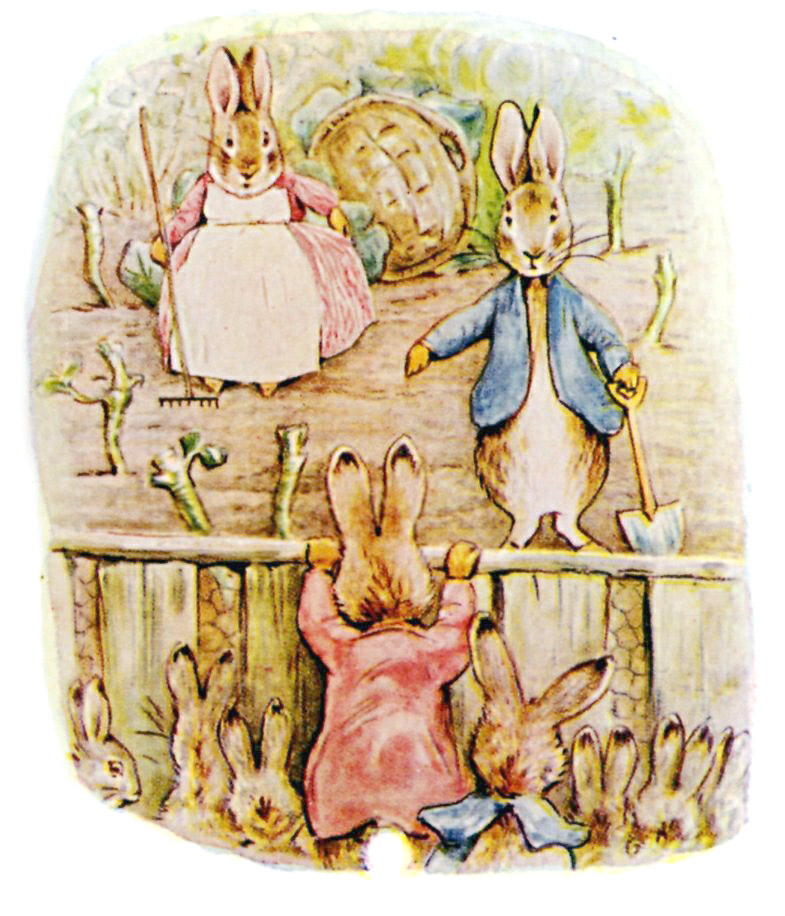
پیتر خرگوشه

پیتر خرگوشه اولین حضور خود را در سال ۱۹۰۲ در داستان پیتر خرگوشه انجام داد، جایی که پیتر از دستورات مادرش سرپیچی کرد و یواشکی وارد باغ آقای مک گرگور شد. او قبل از اینکه آقای مک گرگور او را ببیند تا جایی که می‌تواند سبزیجات می‌خورد. پیتر موفق به فرار می‌شود، اما نه قبل از گم کردن ژاکت و کفش‌هایش، که آقای مک گرگور از آن‌ها برای پوشاندن مترسک استفاده می‌کند. پیتر خسته، بیمار و برهنه به خانه برمی‌گردد و با یک دوز چای بابونه به رختخواب می‌رود.
در داستان بنجامین خرگوشه که برای اولین بار در سال ۱۹۰۴ منتشر شد، بنجامین خرگوشه پسر عموی پیتر او را به باغ آقای مک گرگور بازگرداند و لباس‌هایی را که پیتر در داستان پیتر خرگوشه گم کرده بود، پس گرفتند. با این حال، پس از جمع‌آوری پیاز برای دادن به مادر پیتر، توسط گربه آقای مک گرگور اسیر می‌شوند. بانسر از راه می‌رسد و آنها را نجات می‌دهد، اما همچنین پیتر و بنیامین را به خاطر رفتن به باغ تنبیه می‌کند.
در داستان آقای تاد که اولین بار در سال ۱۹۱۲ منتشر شد، فرزندان بنجامین و فلوپسی توسط گورکن بدنام تامی براک ربوده می‌شوند. پیتر به بنجامین کمک می‌کند تا براک را که در خانه روباه، آقای تاد پنهان شده، تعقیب کند. آقای تاد، تامی براک را در رختخوابش می‌بیند که در رختخوابش می‌خوابد و وقتی آن دو درگیر می‌شوند، پیتر و بنجامین بچه‌ها را نجات می‌دهند.
پیتر در دو داستان دیگر حضور افتخاری دارد. در داستان خانم تیگی وینکل که برای اولین بار در سال ۱۹۰۵ منتشر شد، پیتر و بنجامین مشتریان خانم تیگی وینکل هستند. دو خرگوش در یک تصویر در حال نگاه کردن از شاخ و برگ جنگل به تصویر کشیده شده‌اند. در داستان زنجبیل و ترشی که برای اولین بار در سال ۱۹۰۹ منتشر شد، پیتر و دیگر شخصیت‌های داستان‌های قبلی پاتر در آثار هنری ظاهر می‌شوند و از فروشگاه زنجبیل و ترشی حمایت می‌کنند.

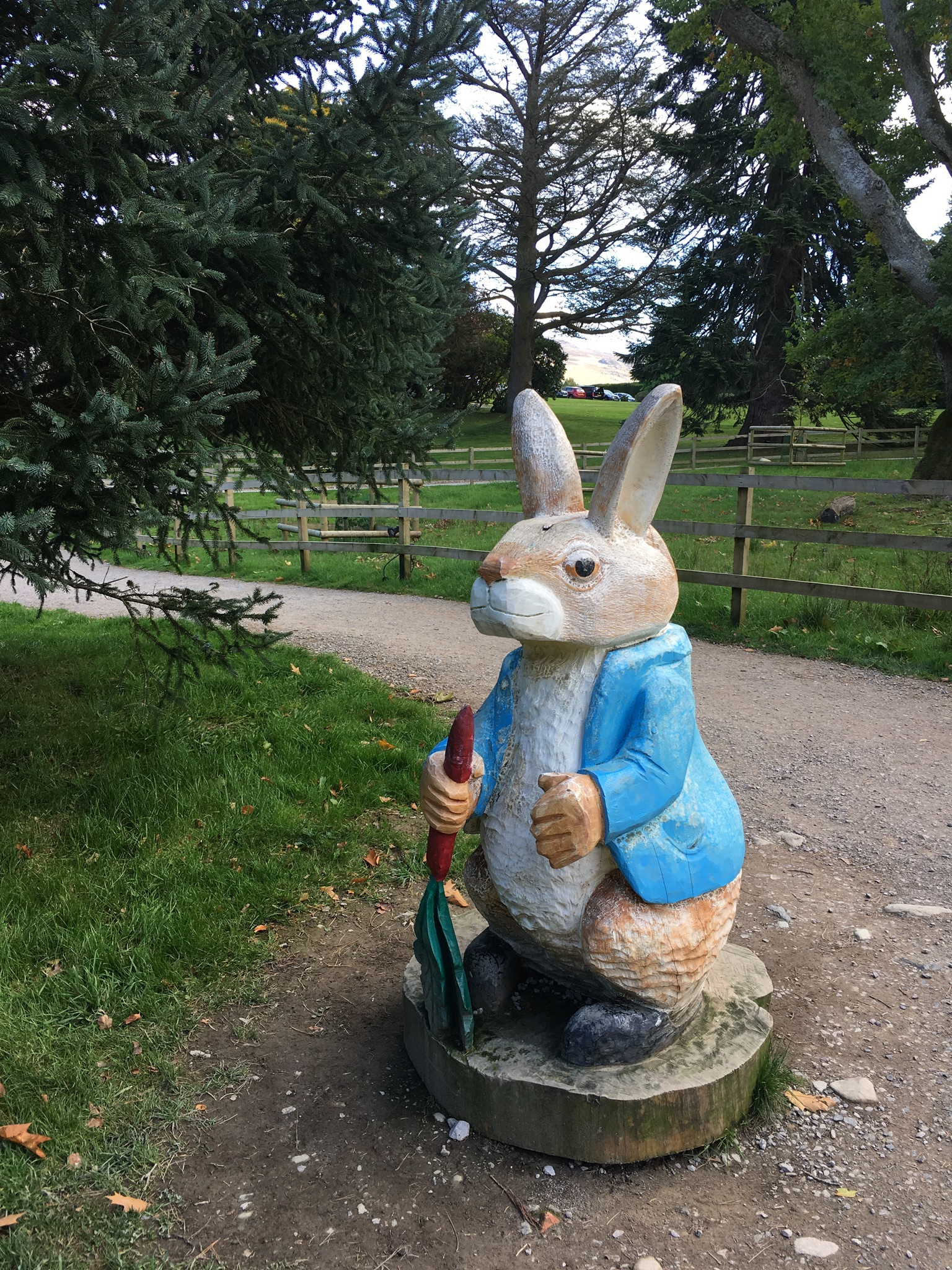
مجسمه پیتر خرگوش در خانه روستایی لینگهولم در لیک دیستریکت

## بزرگداشت
مجسمه ای از پیتر خرگوش در محوطه خانه روستایی لینگهولم در خارج از روستای پورتین اسکیل در لیک دیستریکت، شمال غرب انگلستان، جایی که پاتر تعطیلات تابستانی خود را در آنجا گذراند (بین سال‌های ۱۸۸۵ و ۱۹۰۷) و جایی که او برای کتاب‌های پیتر خرگوشه خود الهام گرفت، قرار دارد. پاتر باغ آشپزخانه لینگهولم را الهام‌بخش اصلی باغ آقای مک‌گرگور در داستان پیتر خرگوشه دانست. لینگهولم در سال ۲۰۱۳ بنای فهرست‌شدهدرجه دوم را در فهرست میراث ملی انگلستان ثبت کرد.

## اقتباس‌ها
در سال ۱۹۳۶، والت دیزنی به ساخت فیلمی از پیتر خرگوش ابراز علاقه کرد. دیزنی ایده خود را برای یک فیلم بلند به بئاتریکس پاتر پیشنهاد کرد، اما او نپذیرفت.
یک اقتباس انیمیشن/لایو اکشن، پیتر خرگوشه، تولید شده توسط سونی پیکچرز انیمیشن، در ۸ فوریه ۲۰۱۸ منتشر شد. جیمز کوردن صداپیشگی پیتر خرگوشه را به همراه دامنل گلیسون و رز بیرن در نقش لایو اکشن زن اصلی به نام بی (بر اساس خود پاتر) صداپیشگی می‌کنند. دیگر بازیگران عبارتند از مارگو رابی، دیزی ریدلی و الیزابت دبیکی. ویل گلوک کارگردانی و تهیه کنندگی این فیلم را بر عهده داشت، در حالی که لورن آبراهامز بر پروژه انیمیشن سونی پیکچرز نظارت داشت. دنباله پیتر خرگوش ۲: فراری (۲۰۲۱) بیشتر بازیگران فیلم قبلی را دوباره دور هم جمع کرد.